# خرغونة
خرغونة (بالفارسية: خرگونه) هي قرية تقع في قسم آبدان الريفي (مقاطعة دير) في إيران. يقدر عدد سكانها بـ 51 نسمة بحسب إحصاء 2016.